# ذنب الأسد (حيوان)
ذنب الأسد (الاسم العلمي:†Denebola) هو جنس من الثدييات يتبع فصيلة الحيتان البيضاء من الحيتانيات. يضم نوع وحيد هو ذنب الأسد قصير الرأس.